# 頼文鴻
頼 文鴻（らい ぶんこう、Lài Wénhóng、? - 1864年）は、太平天国の指導者の一人。弟は頼文光。
広東省嘉応州出身。池州を守備していた韋俊の配下であったが、1859年に韋俊が清軍に投降すると、黄文金・劉官芳らとともに池州を奪回し、安徽省南部に駐屯した。その後、1860年の第二次江南大営攻略に参加し、天京の包囲を解くのに成功し、匡王に封ぜられた。1864年には黄文金とともに湖州を守っていたが、天京陥落後の7月になって江西省を目指して進軍を開始したが、安徽省寧国で戦死した。